# Spectrum
Een spectrum of verloop (meervoud: spectra of (Vlaams) spectrums) van Dale's gratis woordenboek NL. www.vandale.nl. VDU. “Betekenis 'spectrum' Je hebt gezocht op het woord: Spectrum.
spec·trum (het; o; meerv.: spectrums, spectra)
1 (natuurk.) kleurenreeks die ontstaat bij ontleding van licht, bijv. door een prisma
2 (fig.) variërende reeks”  is een reeks van opeenvolgende kleuren, geluiden of andere verschijnselen. Het begrip spectrum wordt vaak gebruikt in de natuurkunde en de astronomie.

## Kleurenspectrum

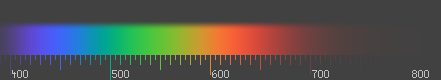
Spectrum van zichtbaar licht van 380 nm (uiterst violet) tot 780 nanometer (infrarood)

Isaac Newton gebruikte het Latijnse woord spectrum om de kleurenreeks te omschrijven die ontstond toen hij een bundel zonlicht door een gat in een gordijn op een glazen prisma liet vallen. In het Latijn betekent dit woord verschijning of geest. Het kleurenspectrum van zichtbaar licht bestaat uit de kleuren van de regenboog met de kleurenvolgorde rood, oranje, geel, groen, blauw, indigo en violet (ROGGBIV), die overeenkomt met dalende golflengte (stijgende frequentie) van de lichtgolven tussen 780 en 380 nm.
Buiten het zichtbare licht loopt het spectrum aan de kant van de korte golflengtes door van ultraviolet en röntgenstraling tot de zeer energierijke gammastraling. Aan de andere kant van het spectrum vinden we bij de lange golflengtes voorbij infrarood en microgolven de radiogolven. Hoewel deze straling voor de mens niet zichtbaar is, wordt zij wel tot het spectrum gerekend.

## Spectrum van een golfverschijnsel
Nauwkeuriger onderzoek toont aan dat de verschillende kleuren met verschillende intensiteit optreden naargelang van de aard van de lichtbron. Het spectrum van de lichtbron kan als een handtekening worden opgevat. Zo kan uit het lichtspectrum van een gloeiend gas de precieze chemische samenstelling van dat gas worden afgeleid in chemische elementen, terwijl het spectrum van een gloeiend vast lichaam de temperatuur van dat lichaam verraadt.
Het woord spectrum wordt algemener gebruikt voor de intensiteitsverdeling van elk golfverschijnsel over mogelijke golflengtes.
Het spectrum van een golfverschijnsel is een beschrijving van de golflengtes in het signaal en hun sterkte. Meestal wordt een spectrum weergegeven als een grafiek. Op de verticale as (de y-as) staat de amplitude (sterkte), tegen de frequentie op de horizontale as (de x-as). Een spectrogram laat in een driedimensionaal plaatje het verloop van het spectrum zien in de tijd.

### Continu en lijnspectrum

Continu spectrum van een halogeenlamp

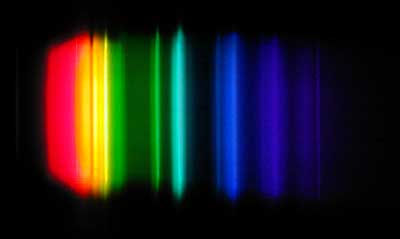
Lijnspectrum van een hogedruk natriumlamp met spectraallijnen van natrium en kwik

Een spectrum kan een continu spectrum (een doorlopend spectrum) zijn, dat wil zeggen dat alle golflengtes in een bepaald gebied voorkomen. Bijvoorbeeld een gloeilamp heeft een continu spectrum waarin alle golflengtes van (infra)rood tot violet voorkomen. Alternatief is een lijnspectrum met paaltjes: een spectrum waarin enkele golflengtes een hoofdrol spelen (het spectrum van een natriumlamp, de karakteristieke geel-oranje straatverlichting, is een lijnspectrum, net zoals het spectrum van een tl-buis). Lijnspectra van verschillende typen straling spelen een grote rol in de elementenanalyse van chemische elementen.
Een combinatie van een continu en een lijnspectrum ontstaat als een continu spectrum op een materiaal valt dat bepaalde lijnen absorbeert: er verschijnt dan een continu spectrum waaruit de specifieke lijnen ontbreken, want daar is licht weggevangen. Dit soort spectra wordt voor atoomabsorptiespectrometrie gebruikt en bijvoorbeeld in de sterrenkunde. Sterren worden onder meer ingedeeld naar hun soort spectrum dat ze uitzenden: hun spectraalklasse.

## Geluid
Bij geluidsgolven is sprake van een geluidsspectrum. Dat vertelt bijvoorbeeld of er veel lage dan wel veel hoge tonen in een geluid voorkomen. Voor geluid is ruis een continu spectrum en zijn (sinus)tonen lijnspectra.
Een toon, aangeslagen op een instrument zoals een piano, bestaat uit een grondtoon of basisfrequentie en een aantal boventonen, die een geheel aantal malen de frequentie hebben van de grondtoon. Deze klankkleur ontstaat door het mengsel van grond- en boventonen plus de vele verschilfrequenties, want ook die worden gehoord. Moderne, spectrale muziek stamt uit Frankrijk.
Spraak is een combinatie van tonen (de klinkers) en ruis (de medeklinkers).

## Andere spectra
Ook bij niet-golfverschijnselen wordt de term wel gebruikt, zoals bij een massaspectrum. Dit is een analyse van een samengesteld signaal met verschillende meetwaarden. Voor een massaspectrum dus hoe vaak deeltjes met verschillende massa's worden waargenomen.
De kwantummechanica verklaart het zichtbare spectrum van een gloeiend gas met de eigenwaarden van lineaire transformaties in Hilbertruimten. Hieruit is een hele reeks verschillende wiskundige spectrumbegrippen afgeleid, waarvan sommige op het eerste gezicht erg ver van de natuurkunde lijken af te staan; zie spectrum (wiskunde).

## Andere betekenissen
- Soms ook bedoeld als het geheel van een aantal keuzes. In de ggz: ASS